# نجم فائق العملقة

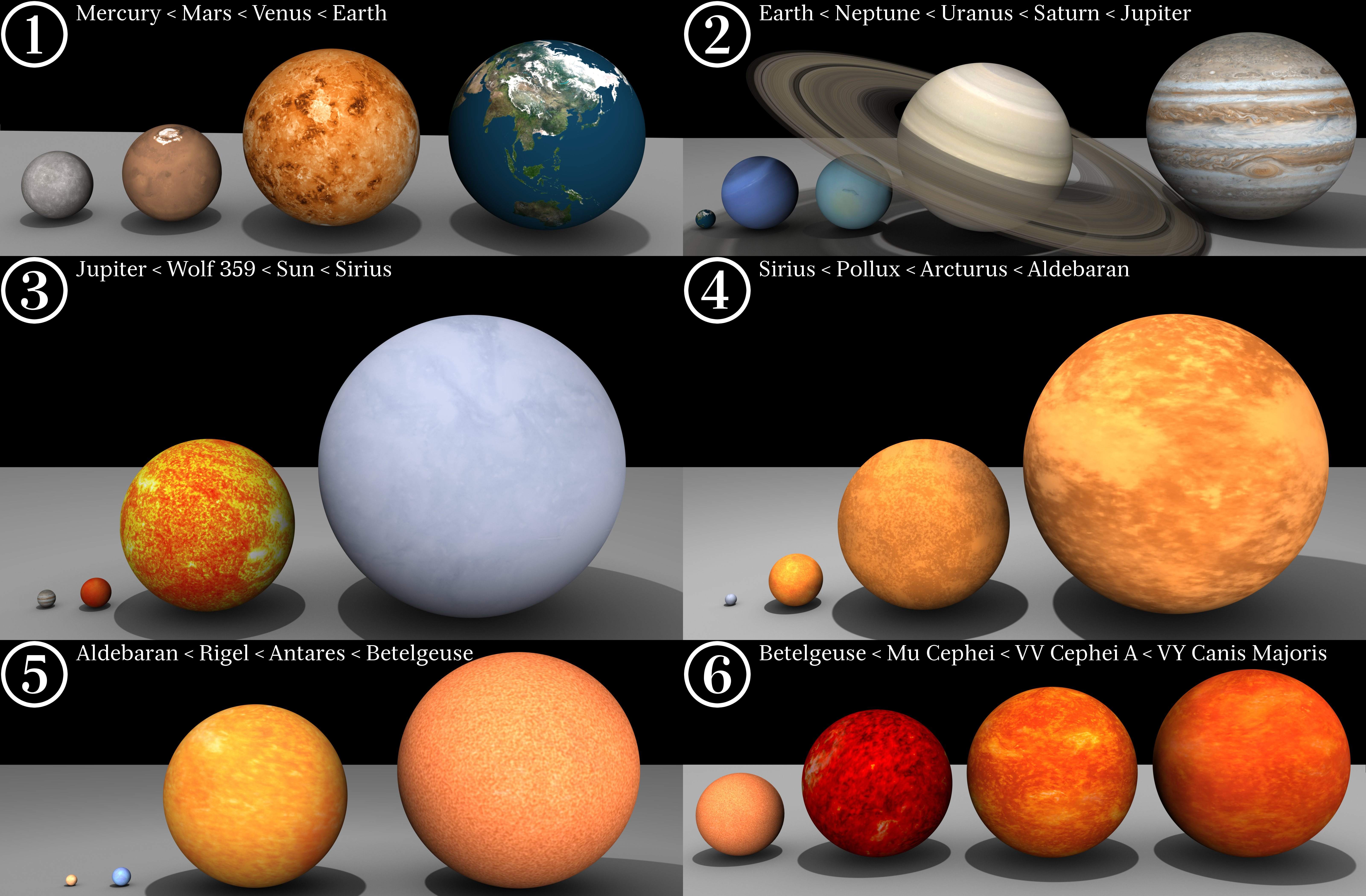
مقارنة أحجام بعض النجوم والكواكب. يوجد النجم الأحمر الفائق العملقة في المربعين 5 و 6.

النجوم الفائقة العملقة أو النجوم فوق العملاقة أو النجوم الفائقة أو العمالقة الضخمة، ويطلق عليها بعض الفلكيين اسم العمالقة العُظمى أو المردة الكبرى (بالإنجليزية: Supergiants)، وهي أكبر النجوم حجما كما أنها أكبر الوحدات الكونية المفردة المعروفة لنا حتى الوقت الحاضر. تبلغ كتلة النجم الفائق العملقة بين 20 إلى 100 كتلة شمسية، وهو نجم أحمر اللون ويُعتبر من أقل النجوم حرارة بوجه عام. تصل بعض النجوم إلى تلك المرحلة عند تقدمها في العمر فتزيد درجة حرارة باطنها وتتسع وتتمدد طبقاتها العليا فتشغل مكانا كبيرا من الفضاء. وقد يصل حجمها وانتفاخها حدا يستطيع أن يحوي في باطنه أكثر من 30 مليون نجم في حجم الشمس التي تتسع بدورها لأكثر من مليون كوكب مثل كوكب الأرض. وهي نجوم قد اتسع قطرها بحيث يزيد عن قطر الشمس 100 مرة ويكون إضاءتها شديدة (قدرها المطلق بين -5 و-12)، وعامل اتساع سطحها هو العامل الرئيسي لشدة إشعاعها فدرجة حرارة سطحها لا تزيد عن 4.000 كلفن، ولكننا تستطيع رؤيتها واضحة من الأرض بالعين المجردة فهي من أكثر نجوم السماء تألقا.
ويزيد ضوء الصادر من بعض النجوم الفائقة العملقة آلاف المرات عن ضوء الشمس ويبلغ قطر البعض منها ستة آلاف مليون كيلو متر ومن أمثلة هذا النوع من
النجوم منكب الجوزاء. (1*)

## تطور نجم فائق العملقة
بعدما يستهلك نجم ضخم الكتلة (8 - 10 أكبر من كتلة الشمس) أغلبية عنصر الهيدروجين الموجود فيه يبدأ ضغط الإشعاع في قلب النجم في الانخفاض وتبدأ قوى الجاذبية في التغلب عليه ويبدأ قلب النجم في الانكماش، هذا يرفع من درجة حرارة قلب النجم إلى نحو 100 مليون درجة كلفن أو يزيد.
وعند ارتفاع درجة حرارة قلب النجم إلى تلك الدرجة يبدأ اندماج عنصر الهيليوم (يحتاج اندماج عنصر الهيليوم إلى هذه الحرارة ليبدأ التفاعل). كما يبدأ أيضا اندماج عنصر الكربون عنما تصل درجة حرارة قلب النجم إلى 500 مليون كلفن.
بعض النجوم التي تبلغ كتلتها 13 كتلة شمسية تصل إلى درجة حرارة كافية باندماج عنصر النيون وإذا كانت كتلة النجم الأصلية أكبر من 13 كتلة شمسية فيمكن ذلك النجم من الدخول في تفاعلات تخليق العناصر. وأثناء ذلك يستمر الاندماج النووي في طبقات الهيدروجين العليا من النجم وتتمدد بالتدريج في اتجاه سطح النجم.

وبسبب الاختلال في التوازن في باطن النجم يرتفع ضغط الغاز في باطنه، مما يجعل الطبقات العليا للنجم تتمدد. فتبرد شيئا فشيئا مما يجعلها تشع بضوئها الأحمر في طيفها. ويعمل استمرار زيادة درجة حرارة باطن النجم وزيادة تمدده واتساعه على أن يصل قطر النجم نحو 1000 قطر شمسي. وبمقارنة هذا الحجم بحجم المجموعة الشمسية فيعادل نصف قطر هذا الحجم بعد المشتري من الشمس، أي نحو 2و5 مرة أكبر بعد الأرض عن الشمس.

وعندما يصل النجم في تطوره إلى منطقة النجوم الفائقة العملقة طبقا للرسم البياني في مخطط هرتسبرونغ وراسل يكون النجم قد فقد نحو 25 % من كتلته.

وقد تكوّن الكمية المبعثرة منه في الفضاء سحابة غازية حول النجم في صورة سديم كوكبي، أما قلب النجم فيستمر في الانكماش تحت وطأة انخفاض معدل أنتاج الطاقة لقلة الوقود، وبالتالي تغلب الجاذبية على ضغط الغاز في قلب النجم حتى يتحول تدريجيا إلى نجم نيوتروني أو ثقب أسود.

## نجوم حمراء وزرقاء فائقة العملقة

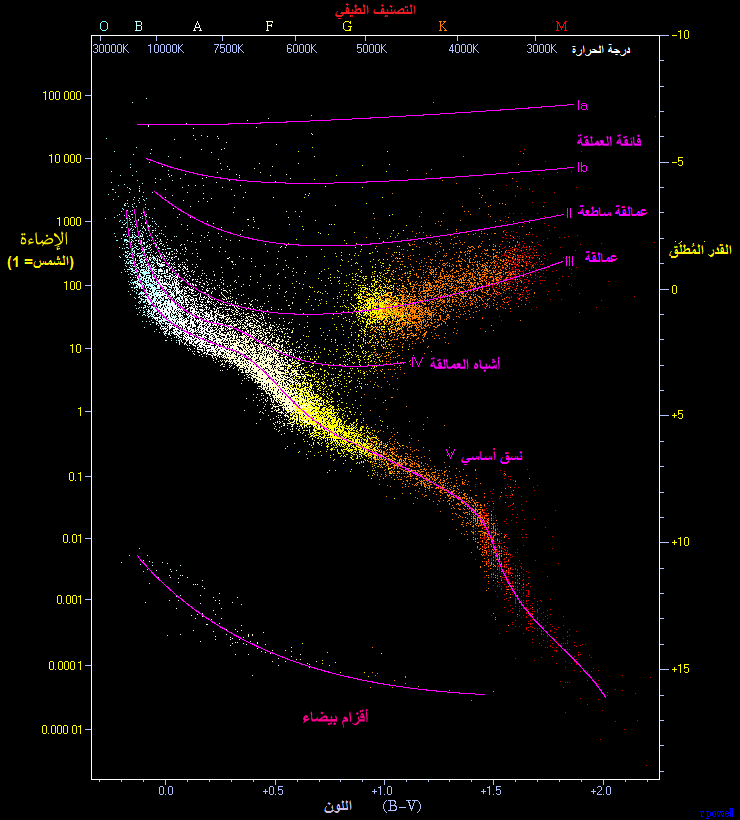
مخطط هرتسبرونغ وراسل لعدد 22000 نجم من فهرس هيباركوس و 1000 نجم من فهرس غليزا. موقع الشمس في المنطقة الصفراء من النسق الاساسي. توجد العمالقة الحمر أعلى إلى اليمين، والعمالقة الزرق أعلى إلى اليسار .http://www.atlasoftheuniverse.com/hr.html (تصريح خاص لويكيبيديا).

تتميز النجوم من نوع النجوم الفائقة العملقة والتي تصل كتلتها بين 20 إلى 80 كتلة شمسية بأنها تستهلك وقودها من عنصر الهيدروجين سريعا بسبب ارتفاع درجة حرارة قلبها التي قد تزيد عن 500 مليون درجة كلفن، فهي قد تعمر بين 30 مليون سنة وعدة ملايين فقط من السنين. ويقدر عمرها بالاعتماد على كتلتها من العلاقة (M - 2.5 × 1010 حيث M = نسبة كتلة النجم إلى كتلة الشمس).<

تشاهد تلك النجوم في التكوينات الجديدة نسبيا في المجرة مثل التجمعات النجمية وفي
الأذرعة الحلزونية للمجرة وكذلك في المجرات غير المنتظمة. كما يقل وجودهم في حوصلة مجرة ويندر وجودهم أيضا في المجرات الإهليجية أو في تجمعات نجمية كرية التي تعتبر من النجوم القديمة.
وتشاهد نجوم النجوم الفائقة العملقة في جميع فئات الأطياف من نجم أزرق فائق العملقة ذو تصنيف نجم-أو أو نجوم متضخمة منتفخة حمراء من فئة الطيف M.
وعلى سبيل المثال :
- رجل الجبار وهو أكثر النجوم في كوكبة الجبار تألقًا هو نجم فائق العملقة أزرق-أبيض .
- منكب الجوزاء وقلب العقرب فهما نجمان أحمران فائقا العملقة .

وطبقا لنظرية تطور النجوم أن النجوم الفائقة العملقة التي تدمج الهيدروجين وتكون كتلتها بين 10 إلى 60 كتلة شمسية تكون في بداية عمرها نجما من نوع نجم-أو وتصبح نجمًا أزرقَ فائق العملقة، ومع تقدمها في العمر تتطور حتى تصير نجمًا أحمرَ فائق العملقة من فئة الطيف M.
وإذا كانت كتلة النجم الاصلية بين 30 إلى 60 كتلة شمسية فيمكن أن تتأرجح خلال عمرها بين الانتفاخ وتبرد في هيئة نجم أحمر فائق العملقة ثم تعود درجة حرارتها إلى الارتفاع فتصبح نجمًا أزرقَ فائق العملقة أكثر سخونة ولكن أصغر حجما بسبب تقلصها. أما تلك النجوم التي تبدأ عمرها بكتلة أكبر من 60 كتلة شمسية فهي تبقى كنجم فائق العملقة أزرق.
ولا يزال البحث قائما في خصائص النجوم الفائقة العملقة ويُصعّبها ظاهرة طرد النجم لجزء من كتلته كرياح نجمية وتنخفض كتلته بالتالي، فتنتشر الرياح النجمية كسحابة غبار في الفضاء. ويقوم البحث العلمي الآن ليس فقط بعمل نماذج لتغير النجم ودراسة تطوره وإنما أيضا بطريقة عمل نماذج لتجمعات نجمية ومقارنة توزيع تصنيفاتها بتوزيع تصنيفات النجوم الفائقة العملقة في مجرات مثل مجرة ماجلان الكبرى وسحابة ماجلان الصغرى.
ويُعتقد أن أول النجوم التي نشأت في الكون كانت أكبر كتلة وأشد إضاءة من النجوم السائدة الآن في الكون المعاصر. وتصنف تلك النجوم الكبيرة الكتلة بأنها من النوع III في تصنيف النجوم. ويفسر وجودهم وجود عناصر كيميائية غير عنصري الهيدروجين والهيليوم في النجوم الزائفة.
وتعتبر سوابق المستعرات العظمى، من نوع II والتي كانت كل منها في الأصل نجمًا أحمرَ فائق العملقة. إلا أن النجم السابق للمستعر الأعظم 1987 أ الذي حدث عام 1978 في مجرة ماجلان الكبرى كان نجمًا أزرقَ فائق العملقة. ويعتقد أنه كان في السابق نجمًا أحمرَ فائق العملقة قبل أن يفقد طبقاته الخارجية عن طريق رياح نجمية شديدة.

## أمثلة على النجوم الفائقة العملقة
من النجوم الفائقة العملقة المعروفة منكب الجوزاء في كوكبة الجبار وقلب العقرب. وأكبر تلك النجوم في واي الكلب الأكبر في كوكبة الكلب الأكبر (كوكبة) والذي يبلغ قطره 1800 إلى 2100 قطر شمسي.

| الاسم                    | الكتلة بالنسبة لكتلة الشمس | نصف القطر بالنسبة لنصف قطر الشمس | الإضاءة            |
| ------------------------ | -------------------------- | -------------------------------- | ------------------ |
| قلب العقرب (نجم)         | 15–18 M☉                   | 820 R☉                           | 90.000 L☉          |
| منكب الجوزاء             | 20 M☉                      | 1000–950 R☉                      | 135.000 L☉         |
| الراقص (الملتهب) (μ Cep) | 25 M☉                      | 1420 R☉                          | 350.000 L☉         |
| 119 الثور                | 15–18 M☉                   | 600 R☉                           | 50.000 L☉          |
| في في الملتهب            | 25–40 M☉                   | 1900–1600 R☉                     | 275.000–575.000 L☉ |
| في واي الكلب الأكبر      | 30–40 M☉                   | 2100–1800 R☉                     | 400.000–500.000 L☉ |